# Contea di Wyoming (Pennsylvania)
La contea di Wyoming (in inglese Wyoming County) è una contea dello Stato della Pennsylvania, negli Stati Uniti. La popolazione al censimento del 2000 era di 28 080 abitanti. Il capoluogo di contea è Tunkhannock.